# Бугс, Жандир
Жандир Бугс (порт.-браз. Jandir Bugs; 9 января 1961, Тененти-Портела, Риу-Гранди-ду-Сул) — бразильский футболист, опорный полузащитник.

## Карьера
Жандир начал свою карьеру в молодёжном составе клуба «Интернасьонал», где выступал с 1979 по 1981 год. В 1982 году он перешёл во «Флуминенсе», куда его рекомендовал скаут клуба и бывший футболист Карлос Кастильо. Там футболист дебютировал 24 января в матче чемпионата Бразилии со «Спортом» (1:2). Годом позже Жандир помог своей команде выиграть Кубок Гуанабара и чемпионат штата Рио-де-Жанейро. В 1984 и 1985 годах клуб также становился сильнейшей командой штата. А в 1984 году «Флуминенсе» впервые за 14 лет стал сильнейшей командой страны. В этом составе Жандир выполнял одну из основополагающих ролей: находясь позади более атакующих полузащитников Делея, Ассиса и Ромерито, он наиболее активно участвовал в продвижении мяча и обороне команды при начале атак соперников. В 1987 году «Ботафого» предложил за трансфер Жандира 35 миллионов крузадо. Полученные денежные средства «Флуминенсе» планировал на покупку у «Бангу» трёх игроков — Мауро Галвана, Паулиньо Крисиуму и Мариньо. Каким-то образом «Ботафого» узнал об этих планах и отменил сделку, а затем выкупил всех трёх игроков уже в свой состав за указанную сумму. В 1989 году Жандир серьёзно травмировал игрока клуба «Васко да Гама» Маурисиньо, из-за чего тот даже мог досрочно завершить игровую карьеру. За «Флуминенсе» футболист выступал до 1989 года.
В 1989 году Жандир стал игроком клуба «Гремио». 30 апреля 1989 года он дебютировал в составе команды в матче с «Глорией» (1:2). А 25 мая забил первый мяч за «Гремио», поразив ворота той же «Глории» (4:1). В том же сезоне Жандир стал чемпионом штата Риу-Гранди-ду-Сул и выиграл Кубок Бразилии. Годом позже он помог своей команде выиграть второй подряд чемпионат штата и завоевать Суперкубок страны. В 1991 году «Гремио» «вылетел» в серию B чемпионата Бразилии. 23 декабря того же года Жандир сыграл последний матч за клуб против «Интернасьонала» (0:0). Всего в составе команды он сыграл в 160 матчах и забил 7 голов. В 1993 году Жандир стал игроком «Интернасьонала», но сыграл там лишь в единственном сезоне. В 1994 году полузащитник возвратился во «Флуминенсе», где и завершил карьеру. 15 мая он сыграл свой последний официальный матч за клуб против «Васко да Гамы» (0:2), а 21 июня провёл последнюю встречу за команду против сборной района Пиньейрос (4:0). Всего за «Флуминенсе» Жандир 319 раз вышел на поле и забил 12 голов, по другим данным 325 матчей. В 1996 году футболист ненадолго вернулся в футбол, сыграв 3 матча за клуб «Тубаран».

## Международная статистика
| Матчи Жандира за сборную Бразилии | Матчи Жандира за сборную Бразилии | Матчи Жандира за сборную Бразилии | Матчи Жандира за сборную Бразилии | Матчи Жандира за сборную Бразилии | Матчи Жандира за сборную Бразилии | Матчи Жандира за сборную Бразилии |
| --------------------------------- | --------------------------------- | --------------------------------- | --------------------------------- | --------------------------------- | --------------------------------- | --------------------------------- |
| №                                 | Дата                              | Место проведения                  | Оппонент                          | Счёт                              | Голы                              | Турнир                            |
| 1                                 | 17 июня 1984                      | Сан-Паулу                         | Аргентина                         | 0:0                               | —                                 | Товарищеский матч                 |
| 2                                 | 21 июня 1984                      | Куритиба                          | Уругвай                           | 1:0                               | —                                 | Товарищеский матч                 |
| 3                                 | 2 мая 1985                        | Ресифи                            | Уругвай                           | 2:0                               | —                                 | Товарищеский матч                 |
| 4                                 | 15 мая 1985                       | Богота                            | Колумбия                          | 0:1                               | —                                 | Товарищеский матч                 |
| 5                                 | 21 мая 1985                       | Сантьяго                          | Чили                              | 1:2                               | —                                 | Товарищеский матч                 |

## Достижения
- Обладатель Кубка Гуанабара: 1983, 1985
- Чемпион штата Рио-де-Жанейро: 1983, 1984, 1985
- Чемпион Бразилии: 1984
- Чемпион штата Риу-Гранди-ду-Сул: 1989, 1990
- Обладатель Кубка Бразилии: 1989
- Обладатель Суперкубка Бразилии: 1990